# Settela Steinbach
Pour les articles homonymes, voir Steinbach.
Anna Maria (Settela) Steinbach (23 décembre 1934, Buchten ; 31 juillet 1944) est une enfant néerlandaise, gazée par l'Allemagne nazie à Auschwitz-Birkenau. Elle est surtout connue à travers un court extrait vidéo de Rudolf Breslauer où elle apparaît, souvent mobilisé dans le cadre des travaux autour de l'histoire de la Shoah et du Porajmos. Initialement identifiée comme juive néerlandaise, il a été découvert en 1994 qu'elle était rom, et plus précisément sinté.

## Biographie
Settela Steinbach est née en Buchten (qui fait maintenant partie de Sittard-Geleen, dans le sud de la province de Limbourg). Elle est la fille d'un commerçant et violoniste. Le 16 mai 1944, un raid contre les Roms a été organisé dans l'ensemble des Pays-Bas. Elle est arrêtée à Eindhoven. Ce même jour, elle est déportée avec 577 personnes dans le camp de concentration de Westerbork. 279 personnes sont laissées libres, car, bien que vivant dans des roulottes, elles n'étaient pas considérée d'origine rom. À Westerbork, Steinbach a la tête rasée, une mesure préventive contre les poux. Comme les autres filles et femmes roms, elle portait une feuille de papier déchirée autour de sa tête, pour couvrir son crâne.
Le 19 mai 1944, Settela Steinbach est placée avec 244 autres Roms dans un train à destination d'Auschwitz-Birkenau, qui retient également des prisonniers juifs. Juste avant que les portes ne se ferment, elle regarde par l'ouverture en direction d'un chien ou d'un soldat allemand. Rudolf Breslauer, un prisonnier juif de Westerbork, qui tourne alors un film sur l'ordre du commandant du camp allemand, filme le craintif regard de Settela Steinbach. Crasa Wagner était dans le même wagon et entendit la mère de la jeune fille l'appeler par son nom, lui demandant de reculer sa tête de l'ouverture. Crasa Wagner a survécu à Auschwitz et a été en mesure d'identifier Settela en 1994.

### Mort
Le 22 mai 1944, les Roms néerlandais, parmi lesquels se trouve Steinbach, arrivent à Auschwitz-Birkenau. Les Roms aptes au travail sont envoyés dans les usines d'armement allemandes. Les 3000 Roms restants sont gazés entre le mois de juillet et le 3 août de cette même année. Settela Steinbach, sa mère, deux frères, deux sœurs, une tante, deux neveux et une nièce en font partie. Seul le père de la famille a survécu ; il est mort en 1946 et est enterré dans le cimetière de Maastricht.

### Recherches pour retrouver l'identité de Settela Steinbach

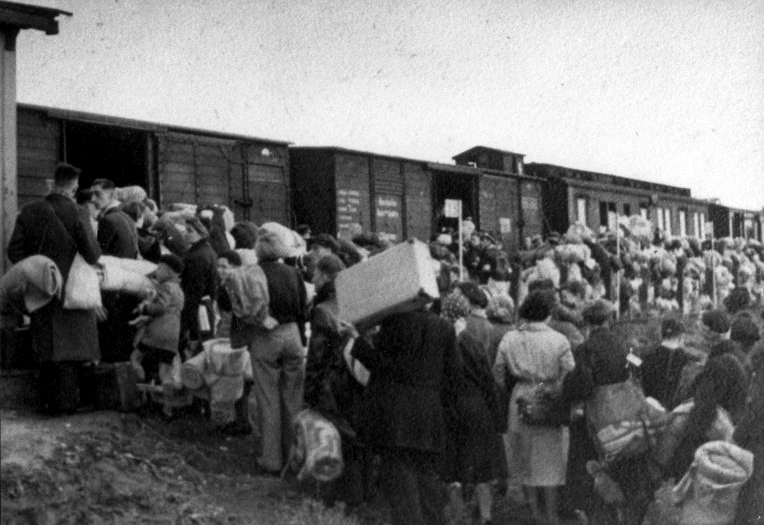
Un train de déportés à Westerbork, vers 1942, photographié par Rudolf Breslauer.

Après la guerre, le fragment de sept secondes du film de Rudolf Breslauer, est utilisé dans de nombreux documentaires. L'image de cette anonyme jeune fille apeurée est devenue une icône de l'Holocauste. Jusqu'en 1994, elle était seulement connue comme « la fille à la tête couverte ». On suppose alors qu’elle est juive, le Porajmos étant alors encore peu connu du grand public.
En décembre 1992, le journaliste néerlandais Aad Wagenaar commence à enquêter pour retrouver l'identité de cette enfant. En utilisant la numérotation à l'extérieur du wagon, (le numéro 10, 16 ou 18), ainsi que sa description, et la présence d'une valise qui apparaît dans la photographie, il découvre que le transport a eu lieu le 19 mai 1944, et que c'était un convoi qui mêlait des Roms et des Juifs néerlandais. Le 7 février 1994, Crasa Wagner a été en mesure de se rappeler le nom de Settela Steinbach.
La quête pour l'identité de Settela Steinbach est documentée dans le documentaire de Cherry Duyns intitulé Settela, gezicht van het verleden (1994) (Settela, le visage du passé). Aad Wagenaar a publié ses recherches dans le livre Settela; het meisje heeft haar naam terug (Settela : la fille qui a récupéré son nom).